# Irina Khokhlova
Irina Víktorivna Khokhlova (Amvròssiïvka, 29 de gener de 1990) és una atleta de pentatló modern ucraïnesa-argentina.

## Carrera
Als Jocs Olímpics de Londres 2012, va competir en pentatló modern femení, finalitzant en desè lloc.
Es va radicar a l'Argentina en 2014, quan es va casar amb l'atleta, també de pentatló modern, Emmanuel Zapata.
Des de la seva nacionalització, competeix per Argentina. Va integrar la delegació que va participar en els Jocs Olímpics de Rio de Janeiro 2016. Va guanyar medalles de plata i bronze en Jocs Panamericans i Sud-americans. Per Ucraïna, va participar en campionats mundials de pentatló modern, obtenint medalles d'or, plata i bronze.